# Demeczi
Demeczi (ukr. Демечі) – wieś na Ukrainie. Należy do rejonu użhorodzkiego w obwodzie zakarpackim i liczy 399 mieszkańców.